# Prince of Persia 2: The Shadow and the Flame
Prince of Persia 2: The Shadow and the Flame is een platformspel van Brøderbund Software uit 1993.
In 2013 kwam er een HD-versie van het spel uit voor Android en iOS. De remake is ontwikkeld door Ubisoft Pune en kwam uit onder de naam 	Prince of Persia the Shadow and the Flame.

## Gameplay
Het spel gebruikt dezelfde technieken als in zijn voorganger Prince of Persia waar het hoofdpersonage enkele levels dient te passeren waarbij hij dient te schuifelen, stappen, lopen, springen en vechten om diverse dodelijke valkuilen of vijanden te vermijden of uit te schakelen. Ook zijn er in elk level diverse magische drankjes om het energiepeil terug omhoog te brengen. Elk level dient binnen een welbepaalde tijd uitgespeeld te worden.
Het grootste verschil met het eerste spel is dat vijanden nu in groepjes komen. In het eerste spel stond hier en daar een vijand die pas aanviel wanneer de speler te dicht in zijn buurt kwam. In dit vervolg valt de vijand actiever aan en bestaat deze meestal uit een groep personen. Daarnaast komen sommige gedode vijanden gereïncarneerd terug.
Verder zijn in dit vervolg de levels langer en bevatten deze meerdere valkuilen. Ook zijn de graphics, muziek en geluidseffecten geavanceerder en bevat de intro ingesproken teksten. Op Macintosh gebruikt het spel een resolutie van 512×384, MS-DOS een resolutie van 320×200 en SNES 256×224.

## Verhaal
Het verhaal start elf dagen na de gebeurtenissen uit het eerste spel. In deze periode wordt de prins onthaald als de held die slechterik Jaffar, een vizier, versloeg. Omwille van deze daad krijgt de prins waardevolle attributen aangeboden dewelke hij weigert. In plaats daarvan wil hij met de prinses trouwen, wat de sultan met enige tegenzin goedkeurt.
Wanneer de prins op deze elfde dag de troonzaal betreedt, herkent niemand hem nog. De prins blijkt plots de uiterlijke kenmerken te hebben van een zwerver. Wanneer hij de prinses wil toespreken, verschijnt naast haar zijn evenbeeld. Voor de prins is al snel duidelijk dat dit evenbeeld Jaffar is die een magische gedaanteverwisseling heeft uitgevoerd. Ook houdt Jaffar de prinses in een soort van hypnose. De valse prins geeft het leger de opdracht om deze zwerver te doden. De echte prins springt door een raam en vlucht weg met een koopvaardijschip.
Tijdens deze reis krijgt de prins een visioen van een mysterieuze vrouw die hem vraagt om langs te komen. Op dat ogenblik gebruikt Jaffar zijn magie waardoor een blikseminslag het schip doet zinken. De prins komt terug bij op het strand van een ongekend eiland. Daar belandt hij in een grot waar hij moet vechten tegen levende skeletten. Uiteindelijk gebruikt hij een vliegend tapijt om van het eiland te ontsnappen en belandt zo in een vreemd land met een bergachtig landschap.
In dit land gaat hij naar de blauwe ruïnes die worden bewaakt door vliegende hoofden en slangen. Daar ontmoet hij de mysterieuze vrouw uit zijn visioen die nu zijn moeder blijkt te zijn. Zij legt uit hoe en waarom haar man werd gedood en waarom de prins destijds als vondeling werd achtergelaten om zijn leven te kunnen sparen. De prins vlucht vervolgens uit het land met een magisch standbeeld van een paard dat tot leven komt.
De prins komt aan bij een rode tempel die wordt bewoond door "vogelmensen": zij dragen helmen en maskers in de vorm van een vogel en aanbidden "De Vogelgodin". In de tempel ontdekt de prins een manier om zijn lichaam en schaduw te scheiden, een techniek die Jaffar gebruikte in zijn magische spiegel tijdens het eerste spel. Door deze scheiding kan de prins de Heilige Vlam van de tempel stelen en rijdt vervolgens met het magische paard naar Perzië. Daar zoekt hij Jaffar onmiddellijk op. Jaffar gebruikt magie waardoor de twee getransporteerd worden naar een schaakbordachtige omgeving voor een laatste duel. De prins wint en Jaffar tracht weg te vluchten. Daarop gebruikt de prins de Heilige Vlam op Jaffar waardoor deze laatste voorgoed sterft. Hierdoor komt de prinses ook terug uit haar hypnose. De prins geeft opdracht om de assen van de vizier te verstrooien. Wanneer de prins en prinses met het magische paard vertrekken, komt een oude vrouw in beeld die hen bespiedt met haar kristallen bol.

## Porteringen
- Titus Software nam een licentie op het spel en porteerde het naar SNES in 1996.[1] Het spel is aanzienlijk korter omdat enkele levels werden geschrapt.
- In augustus 2006 verscheen via illegale kanalen een versie voor Mega Drive. Deze werd door Microïds geporteerd, maar de officiële release vond nooit plaats.[2]
- In het spel Prince of Persia: The Sands of Time voor de Xbox-versie specifiek voor NTSC-televisies zit dit spel in een verborgen bonuslevel.
- In de versie voor GameCube, PlayStation 2 en Xbox specifiek voor PAL-regio zit een verborgen level met daarin het originele Prince of Persia-spel.